# Hohenthurn
Hohenthurn (Straja Vas in sloveno, Tôr Nuviele in friulano) è un comune austriaco di 842 abitanti nel distretto di Villach-Land, in Carinzia. Dal suo territorio nel 1906 fu scorporata la località di Feistritz an der Gail, eretta in comune autonomo; Feistritz an der Gail fu nuovamente aggregato a Hohenthurn tra il 1973 e il 1991.
Abitato anche da sloveni della Carinzia (8,3%), è un comune bilingue; il suo nome in sloveno è "Straja vas".

## Geografia antropica

### Suddivisioni amministrative
Il territorio comprende 6 località (tra parentesi il nome in sloveno):
- Achomitz (Zahomec) (88)
- Draschitz (Drašče) (203)
- Dreulach (Drevlje) (117)
- Göriach (Gorje) (90)
- Hohenthurn (Straja vas) (208)
- Stossau (Štasava) (191)